# Leste enfant
Sympecma paedisca
Espèce
Statut de conservation UICN

 LC  : Préoccupation mineure

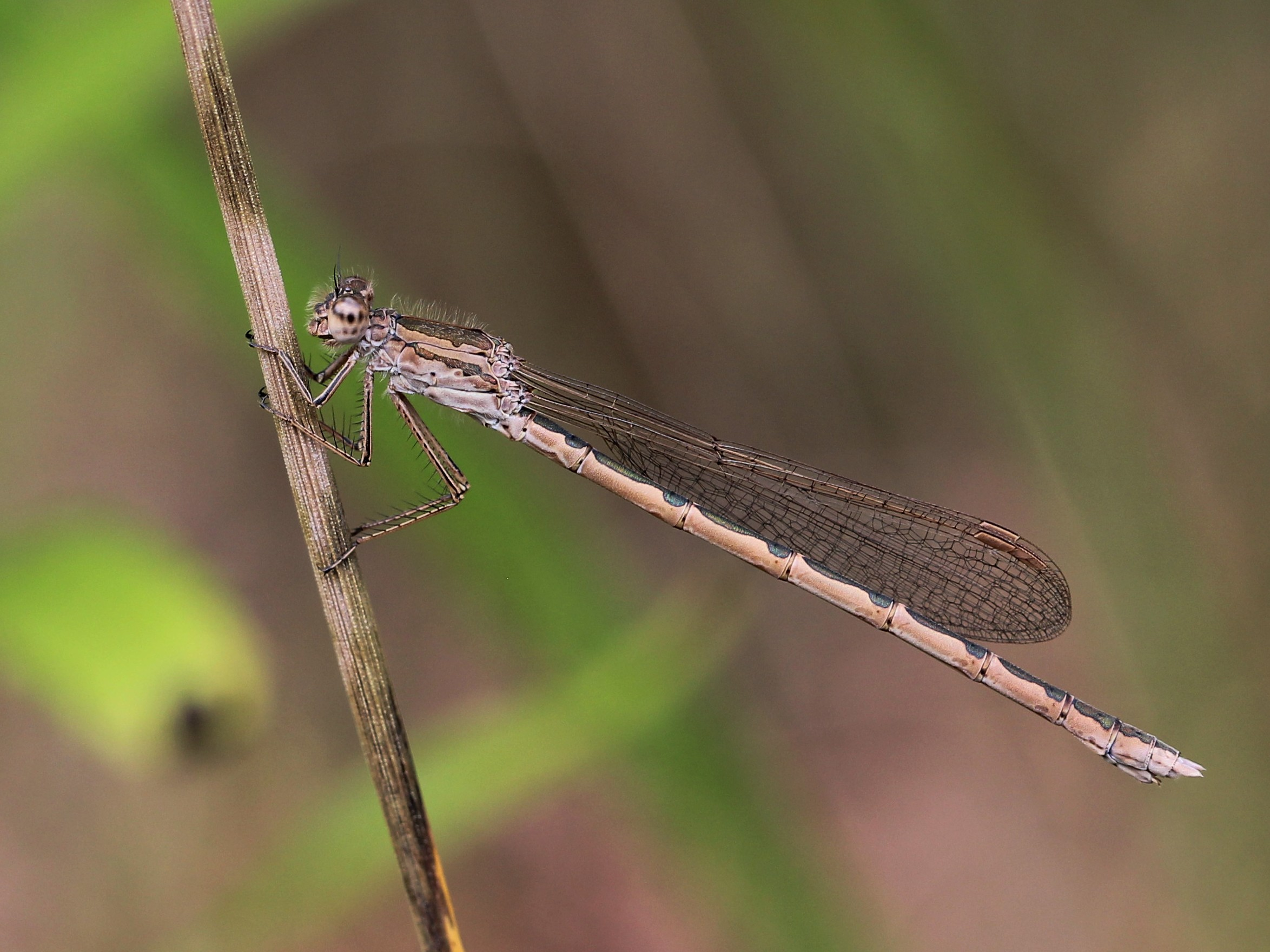
Un leste enfant en Lettonie. Septembre 2017.

Le leste enfant (Sympecma paedisca) ou la brunette sibérienne, est une petite espèce de libellules (demoiselles) de la famille des Lestidae. De couleur brune, cette espèce a la particularité de voir ses imagos hiverner.

## Synonymie
Selon BioLib (8 mars 2015) :
- Sympecma annulata Sélys, 1887
- Sympecma annulata braueri (Bianchi, 1904)
- Sympecma annulata kashmirensis Ander, 1944
- Sympecma braueri Bianchi, 1904
- Sympecma kashmirensis Ander, 1944
- Sympecma paedisca striata St. Quentin, 1963
- Sympecma striata St. Quentin, 1963
- Sympycna braueri Bianchi in Jakobson & Bianchi, 1904
- Sympycna paedisca Brauer, 1877

## Description
De petite taille et de couleur brun mat (contrairement aux autres Lestidae de coloration avec reflets métalliques), cette demoiselle est difficilement observable dans les roselières qu'elle fréquente. Au repos, ses ailes sont positionnées le long de son abdomen. Les cerques ne dépassent pas la dent basale des cercoïdes.
Cette espèce ne peut être confondue qu'avec le leste brun (Sympecma fusca) qui est de son côté présent en France et en Belgique.
Les demoiselles du genre Sympecma sont les seules libellules d'Europe à passer l'hiver sous forme d'imagos,.

## Distribution
Le leste enfant est présent au nord de l'Eurasie jusqu'au Japon. En Europe, sur une bande allant des Pays-Bas jusqu'en Russie en passant par le nord de l'Allemagne, la Pologne et le nord de l'Ukraine. Une population isolée est également présente dans les Alpes (Suisse, extrémité sud de l'Allemagne, Autriche et nord de l'Italie). Elle est par contre absente de Belgique mais aussi de France où elle n'a plus été observée depuis 1963. Les populations de Suisse et du sud de l'Allemagne (lac de Constance) ont été particulièrement touchées par une sécheresse en 2003.

## Statut
L'espèce figure sur la liste rouge des insectes de France métropolitaine (1994) : E (listé Sympecma annulata (=paedisca)).